# 赤羽駅

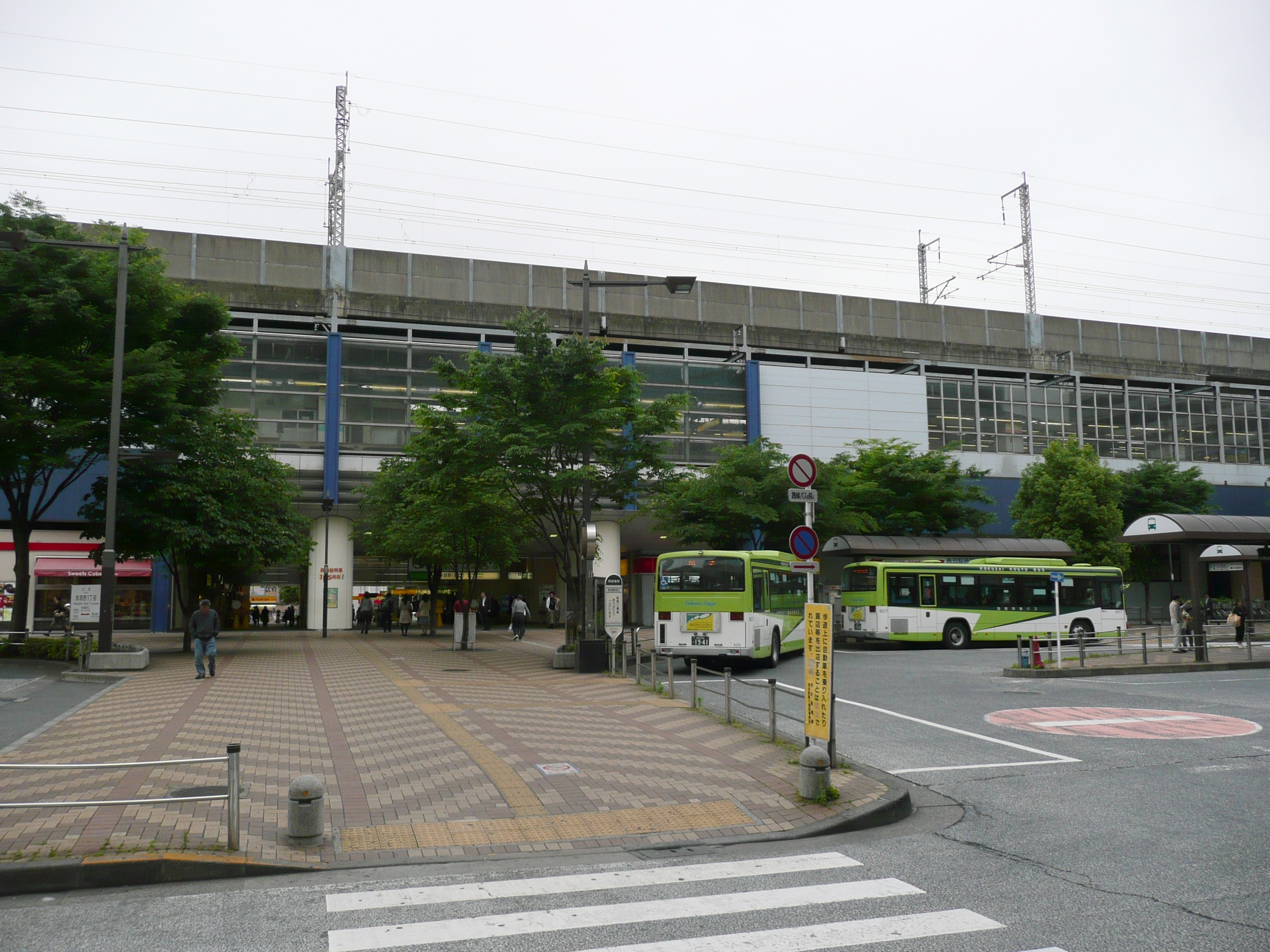
西口（2010年5月）

赤羽駅（あかばねえき）は、東京都北区赤羽一丁目にある、東日本旅客鉄道（JR東日本）の駅である。

## 乗り入れ路線
当駅を経由する路線は、線路名称上は東北本線と赤羽線の2路線であり、このうち東北本線を当駅の所属線とし、赤羽線は当駅を終点としている。
東北本線は、田端駅経由（本線）の電車線である京浜東北線、尾久駅（支線）経由の列車線である宇都宮線・高崎線、湘南新宿ラインが走行する東北貨物線のほか、武蔵浦和駅経由の支線（埼京線の一部）が分岐している。
当駅にはスリーレターコード「ABN」が付与されている。当駅を経由する各運転系統名称は以下のとおり。
- 京浜東北線：東北本線の大宮駅以南で主に各駅停車運転する通勤電車。横浜駅から根岸線への直通運転も実施。駅番号はJK 38。
- 宇都宮線・高崎線：宇都宮線は東京駅 - 尾久駅 - 大宮駅を経て小山駅・宇都宮駅・黒磯駅方面を結ぶ東北本線の中距離電車。高崎線は大宮駅から分岐して熊谷駅・高崎駅方面を結ぶ中距離電車。上野駅発着系統と、上野駅・東京駅経由で東海道線に直通する上野東京ライン系統がある。駅番号はJU 04。
- 湘南新宿ライン：東北本線の東北貨物線（通称）を走る中距離電車、新宿駅を経由し、大宮駅方面の宇都宮線・高崎線と横浜駅方面の東海道線・横須賀線を相互直通運転。駅番号はJS 22。
- 埼京線：赤羽線から当駅を経て東北本線の支線に直通運転する通勤電車。大宮駅方面（北行）の川越線と大崎駅方面（南行）のりんかい線との相互直通運転・相鉄線への片方向直通運転も実施。駅番号はJA 15。

当駅付近の東北本線は通称電車線・列車線・貨物線（通称は東北貨物線）の3複線となっており、電車線は京浜東北線電車、列車線は宇都宮線・高崎線の上野東京ラインおよび上野駅発着列車、貨物線は貨物列車と湘南新宿ラインほか東武直通特急、他の新宿駅発着特急などが走行する。当駅より上野方面は経路も異なり、電車線は田端方面、列車線は尾久方面を経由する。なお、貨物線の列車はホームがないさいたま新都心駅を通過する。

### 構想中の路線
事業着手されていないが、当駅に接続する路線としてメトロセブン（当駅始点）とエイトライナー（当駅終点）が構想されている。

## 歴史
- 1885年（明治18年）3月1日：日本鉄道により、地上駅として開業[4]。品川駅に至る路線（品川線、後の山手線）の分岐駅として設置された。
- 1906年（明治39年）11月1日：鉄道国有法により、国有化[4]。
- 1909年（明治42年）10月12日：線路名称の制定により、東北本線の所属となる。
- 1958年（昭和33年）4月1日：南口を開設[新聞 1][新聞 2]。
- 1968年（昭和43年）12月27日：南口橋上駅舎が完成し、使用を開始[新聞 3]。
- 1972年（昭和47年）7月15日：線路区間表示が改定され、山手線池袋 - 赤羽間が赤羽線として分離、改称される。
- 1973年（昭和48年）4月24日（夜）：国鉄職員による順法闘争（当時、列車に大幅な遅延と混雑が発生）にしびれを切らした乗客らが暴動化。これをきっかけに上野駅や新宿駅などでも暴動（首都圏国電暴動）が発生したため、翌25日いっぱいまで首都圏の国鉄線が麻痺状態に陥った。
- 1976年（昭和51年）2月25日：貨物の取り扱いを廃止[4]。
- 1978年（昭和53年）10月1日：東北新幹線の上野駅延伸工事とそれに伴う赤羽線10両化に伴う高架化工事のため、当駅付近の東北貨物線が単線化される。その後、単線区間は東十条駅付近から荒川橋梁付近にまで延長され、現在の5番線が完成・開通するまで単線運転が続けられた。
- 1983年（昭和58年）
  - 3月2日：赤羽線の高架が完成し、同線が発着する5番線を高架（現7番線）に切り換え[新聞 4]。
  - 10月2日：池袋駅の新ホーム使用開始により、赤羽線の編成を8両編成から10両編成に変更。
- 1984年（昭和59年）2月1日：大宮以南で東北貨物線を経由する当駅止まりの上り中距離電車を朝ラッシュ時に運転開始。赤羽線の高架下を走る東北貨物線（当時単線）に7番線ホームが設けられる。
- 1985年（昭和60年）9月30日：東北新幹線の開業に伴い、見返りとして建設された武蔵浦和駅経由の通勤新線（東北本線支線）が開業し、当駅を介して赤羽線と一体化して列車を運行開始、運転系統名を埼京線（通称）とした。
- 1986年（昭和61年）11月1日：荷物の扱いを廃止[4]。
- 1987年（昭和62年）4月1日：国鉄分割民営化に伴い、東日本旅客鉄道（JR東日本）の駅となる[4]。
- 1988年（昭和63年）3月30日：駅ビル「アルカード」が開業[5]。
- 1990年（平成2年）
  - この年：駅付近の「開かずの踏切」による慢性的な交通障害を解消するため、駅の高架化工事を開始。
  - 11月21日：「アルカード赤羽2」が開業[6]。
- 1998年（平成10年）
  - 4月19日：東北本線上り線が高架化[7]。
  - 4月26日：東北本線下り線が高架化し[7]、高架化事業が完了[新聞 5]。「開かずの踏切」が全廃された。
  - 12月6日：未完成だった東北貨物線上り線用の高架が完成し、当駅付近の東北貨物線が20年ぶりに複線に復帰、現5番線の使用が開始される[8]。
- 2001年（平成13年）11月18日：ICカード「Suica」の利用が可能となる[報道 1]。
- 2003年（平成15年）4月24日：「アルカード赤羽 生活提案館」が開業[9]。
- 2011年（平成23年）
  - 3月26日：「エキュート赤羽」が開業。
  - 9月23日：北口コンコースのリニューアル・拡張および「エキュート赤羽」が全面開業。
- 2014年（平成26年）11月13日：「アルカード赤羽」が「ビーンズ赤羽」となり、「アルカード赤羽 生活提案館」は「ビーンズテラス」と命名される[報道 2]。
- 2017年（平成29年）3月25日：京浜東北線ホームでホームドアの使用を開始[報道 3][報道 4]。
- 2018年（平成30年）
  - 10月16日 - 12月14日：人工知能（AI）を使った無人売店の実証実験を5・6番線ホームで実施[報道 5]。
  - 11月16日：5・6番線の発車メロディをエレファントカシマシの楽曲に変更[報道 6]。
- 2020年（令和2年）
  - 3月31日：びゅうプラザの営業を終了[10]。
  - 10月29日：南改札外に駅ナカシェアオフィス「STATION BOOTH」が開業[11]。
- 2024年（令和6年）7月29日：南口コンコースに「エキュート赤羽みなみ」が開業。北口コンコースエリアのエキュート赤羽は「エキュート赤羽きた」と改称[12][報道 7][報道 8]。

## 駅構造
島式ホーム4面8線を有する高架駅である。改札は北改札口と南改札口の2か所で、それぞれ西側と東側に出口がある自由通路形式となっている。一番西側の埼京線ホーム（7・8番線）の直上を東北新幹線が通過している。
以前は地上駅で、京浜東北線は盛土上にホームが設置され、東北線と赤羽線は地平ホームの橋上駅舎などとなっていた。その後、東北新幹線の上野駅への延伸工事に伴う地下通路の新設、1983年（昭和58年）の赤羽線ホーム（当時は5番線、現在の7番線）の高架移設などにより当駅は内部構造が入り組んでしまい、高架ホームを地下の乗り換え通路を介して階段で行き来する構造であるにもかかわらずエスカレーターなども設置されていなかった。本来は一斉に完全高架化を行うべき所を東北新幹線建設を優先し、残りの高架化が遅れたことが原因である。このような構造上の問題もあり、京浜東北線と埼京線の乗り換えなどに非常に時間が掛かっていた。また、東北線・高崎線の当時の池袋駅発着列車の経路である東北貨物線は、当駅前後が単線で、上り・下り列車とも同一ホームの発着となっていた。1990年（平成2年）から約8年かけて駅や付近の線路の高架化工事および立体交差化工事を施工して完全高架化された後、各線相互の乗り換えは容易になった。当駅は山手線の東西各方面への列車が合流する分岐駅であり、ホーム間移動する乗客が多い。
赤羽営業統括センター所在駅である直営駅。埼京線十条駅 - 浮間舟渡駅および京浜東北線東十条駅が当センターの統括範囲である。
京浜東北線はラッシュ時の一部に当駅発着の設定があり、埼京線もラッシュ時や昼間の一部に当駅発着の設定があるほか、早朝と深夜には「赤羽線」区間にあたる池袋駅 - 当駅間のみの運転がある。このため、両線とも大宮寄りに引き上げ線がある。
各ホームの乗車位置には3つの四角形が設置されており、真ん中に北区のシンボルマークが配されている。
当駅から大宮駅へ向かう列車が数多く発着するため、駅の階段付近には各路線の所要時間が掲示されている。実際、全ての偶数番線から発車する電車は大宮方面へ続いている。
2019年（令和元年）11月30日に埼京線が相鉄線と相互直通運転を開始したことで、全ての奇数番線から発着する電車に神奈川県への乗り入れが設定された。
湘南新宿ラインが浦和駅に停車する前は、各ホームの駅名表示板の隣の駅名は全て異なっていた。また、当駅 - 浦和駅間の距離は11.0 kmで、宇都宮線では最長の区間である。

### のりば
| 番線 | 路線                                | 方向 | 行先                                     |
| ---- | ----------------------------------- | ---- | ---------------------------------------- |
| 1    | 京浜東北線                          | 南行 | 上野・東京・横浜・磯子方面               |
| 2    | 京浜東北線                          | 北行 | 川口・浦和・大宮方面                     |
| 3    | 上野東京ライン （宇都宮線・高崎線） | 上り | 上野・東京・品川・横浜・小田原・熱海方面 |
| 4    | 宇都宮線（東北線）・高崎線          | 下り | 浦和・大宮・宇都宮・高崎方面             |
| 5    | 湘南新宿ライン                      | 南行 | 新宿・横浜・大船・小田原・逗子方面       |
| 6    | 湘南新宿ライン                      | 北行 | 大宮・宇都宮・高崎方面                   |
| 7    | 埼京線                              | 南行 | 池袋・新宿・大崎・りんかい線・相鉄線方面 |
| 7    | 埼京線                              | 上り | 池袋・新宿・大崎・りんかい線・相鉄線方面 |
| 8    | 埼京線                              | 北行 | 武蔵浦和・大宮・川越方面                 |
| 8    | 埼京線                              | 下り | 武蔵浦和・大宮・川越方面                 |

- なお、2013年（平成25年）3月16日に浦和駅に湘南新宿ライン列車が停車するようになって以降も、以前の名残で4番線への案内板にのみ「浦和・大宮・宇都宮・高崎方面」と表記される状態が続いている。

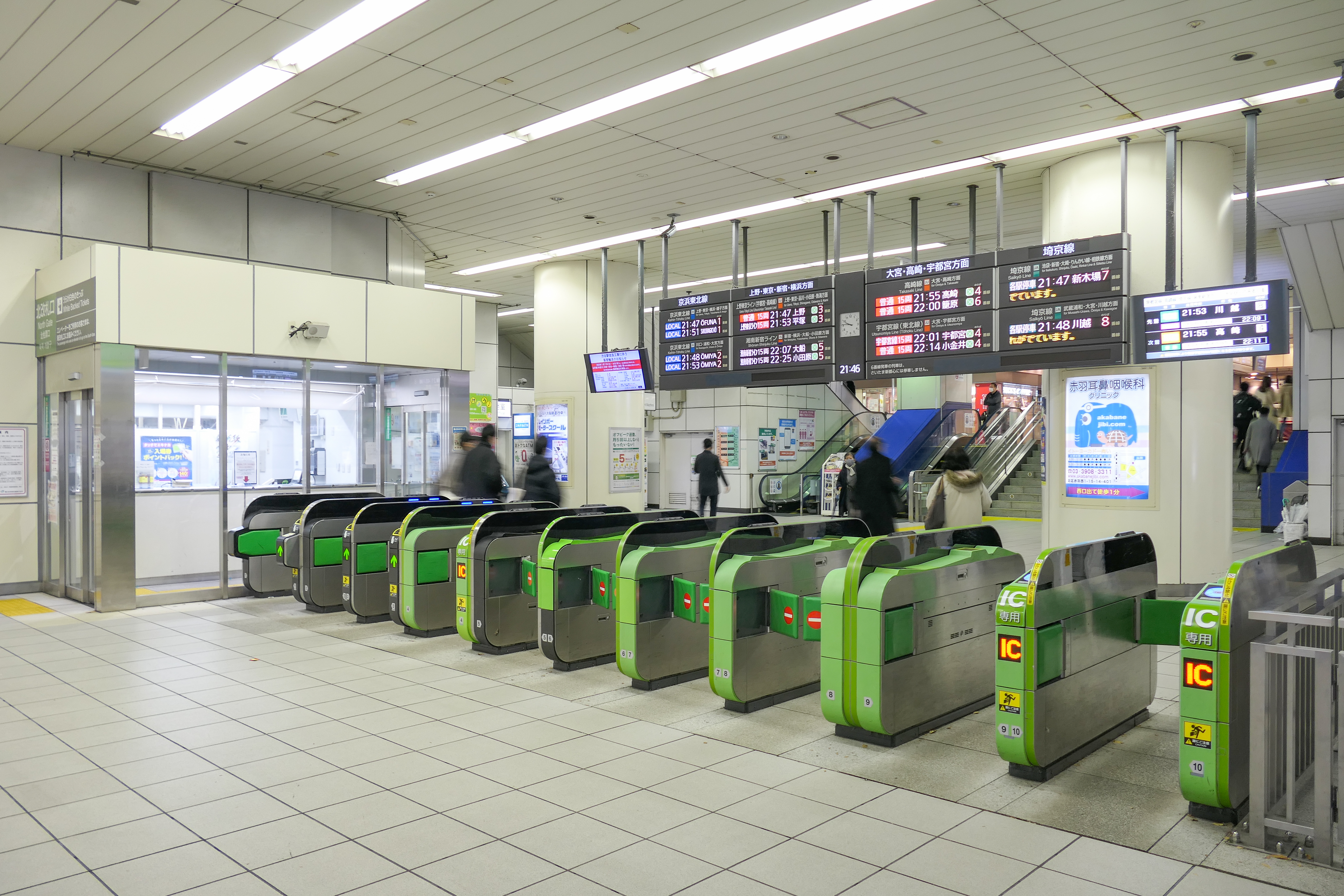
北改札口（2022年12月）
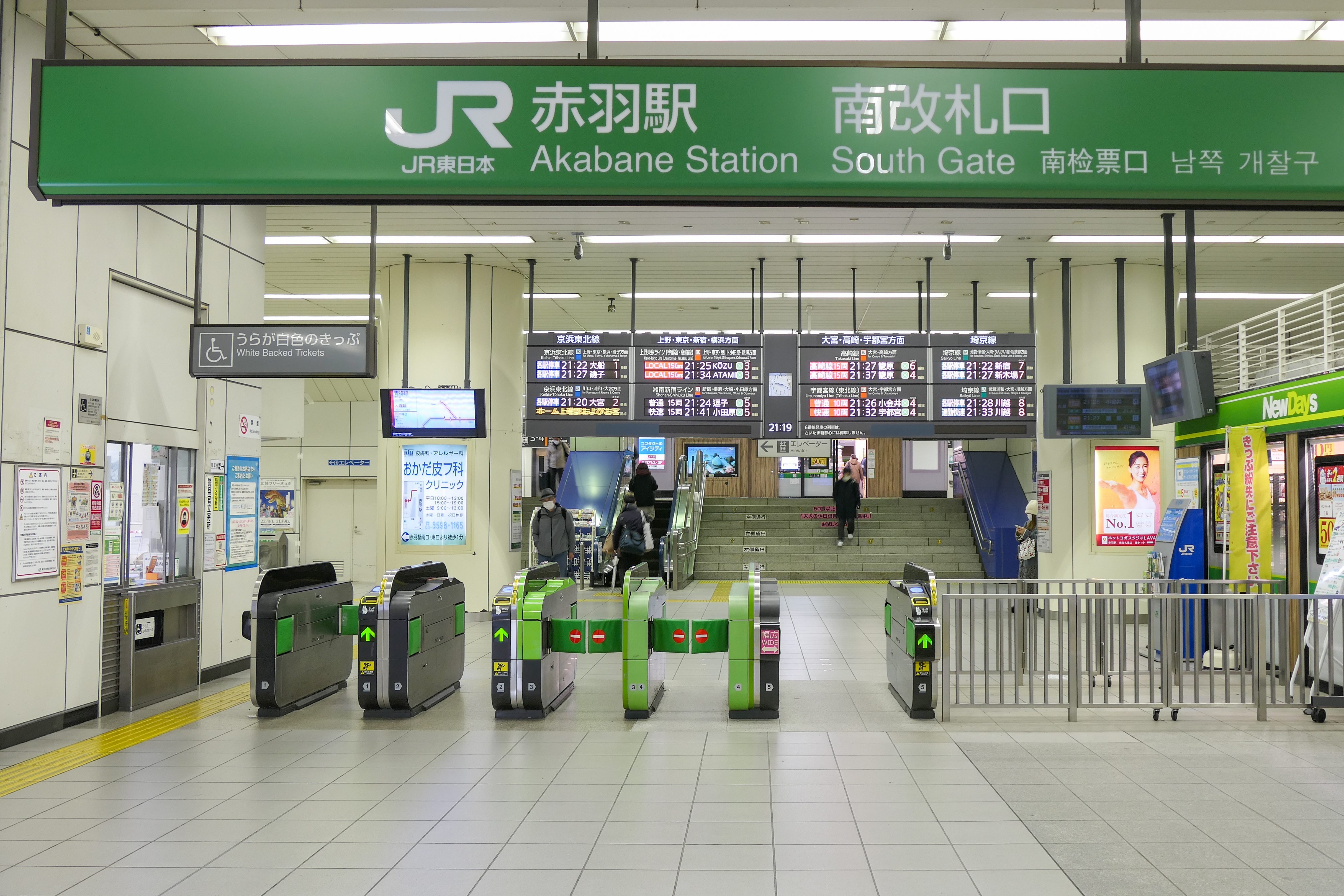
南改札口（2022年12月）
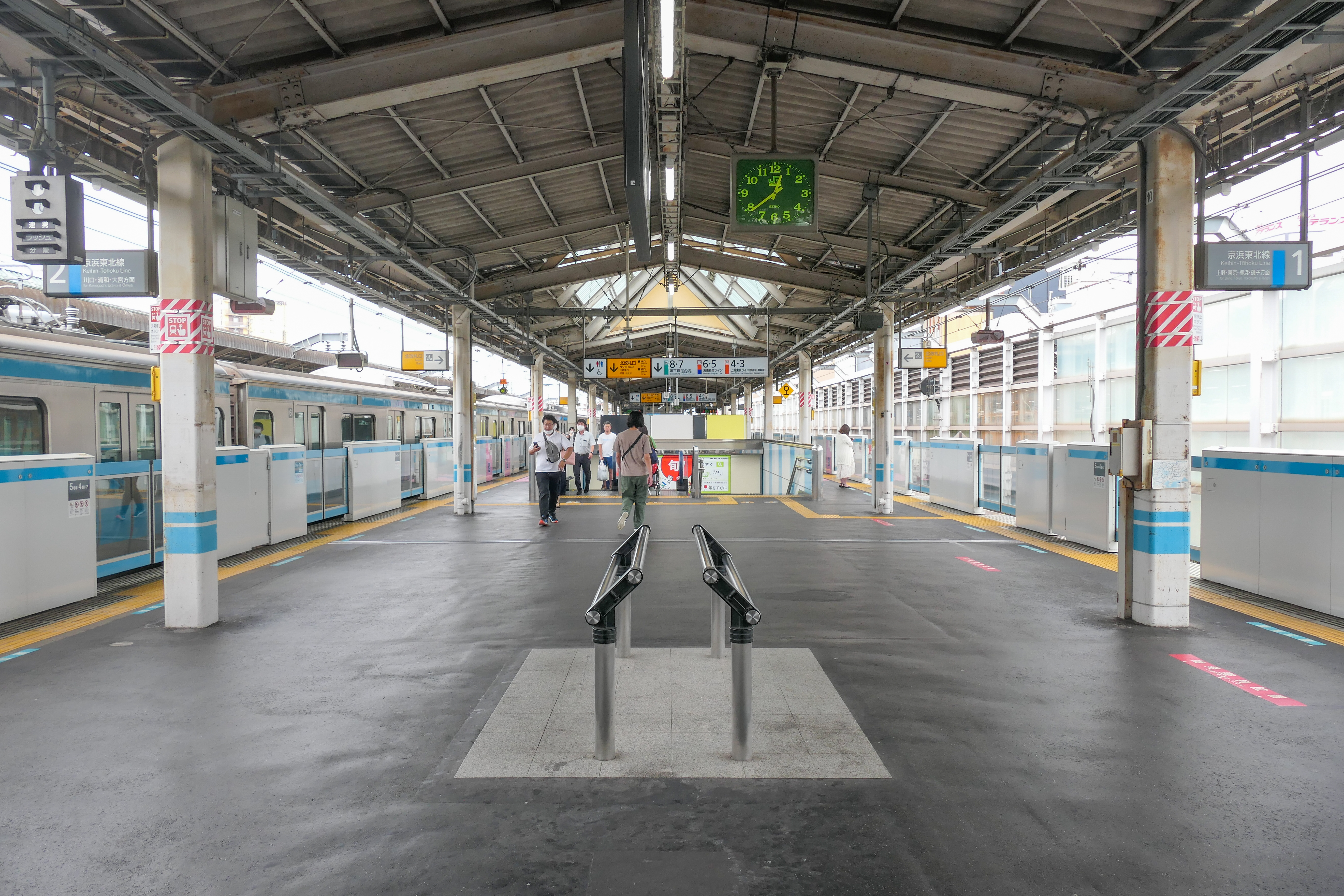
1・2番線ホーム（2022年9月）
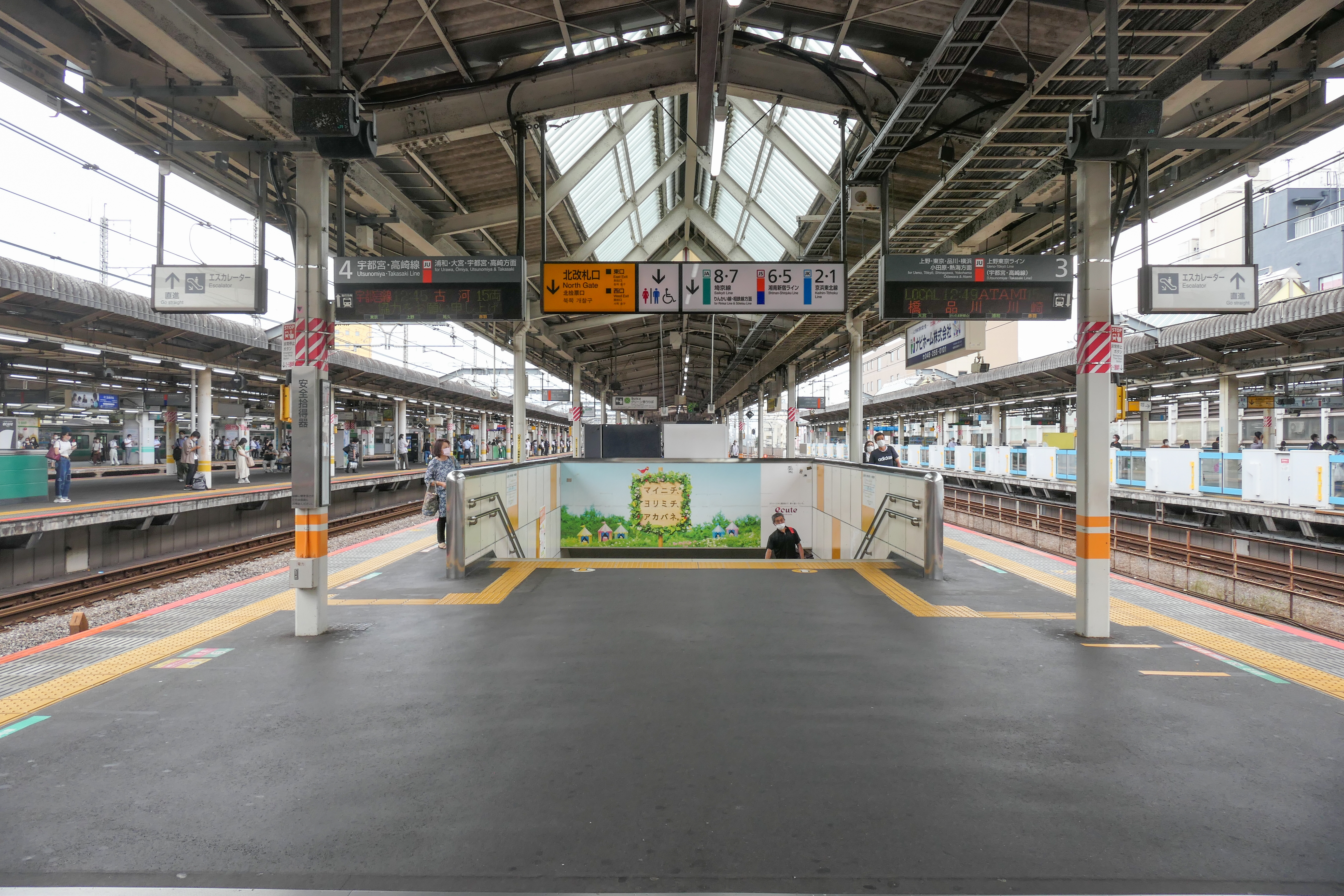
3・4番線ホーム（2022年9月）
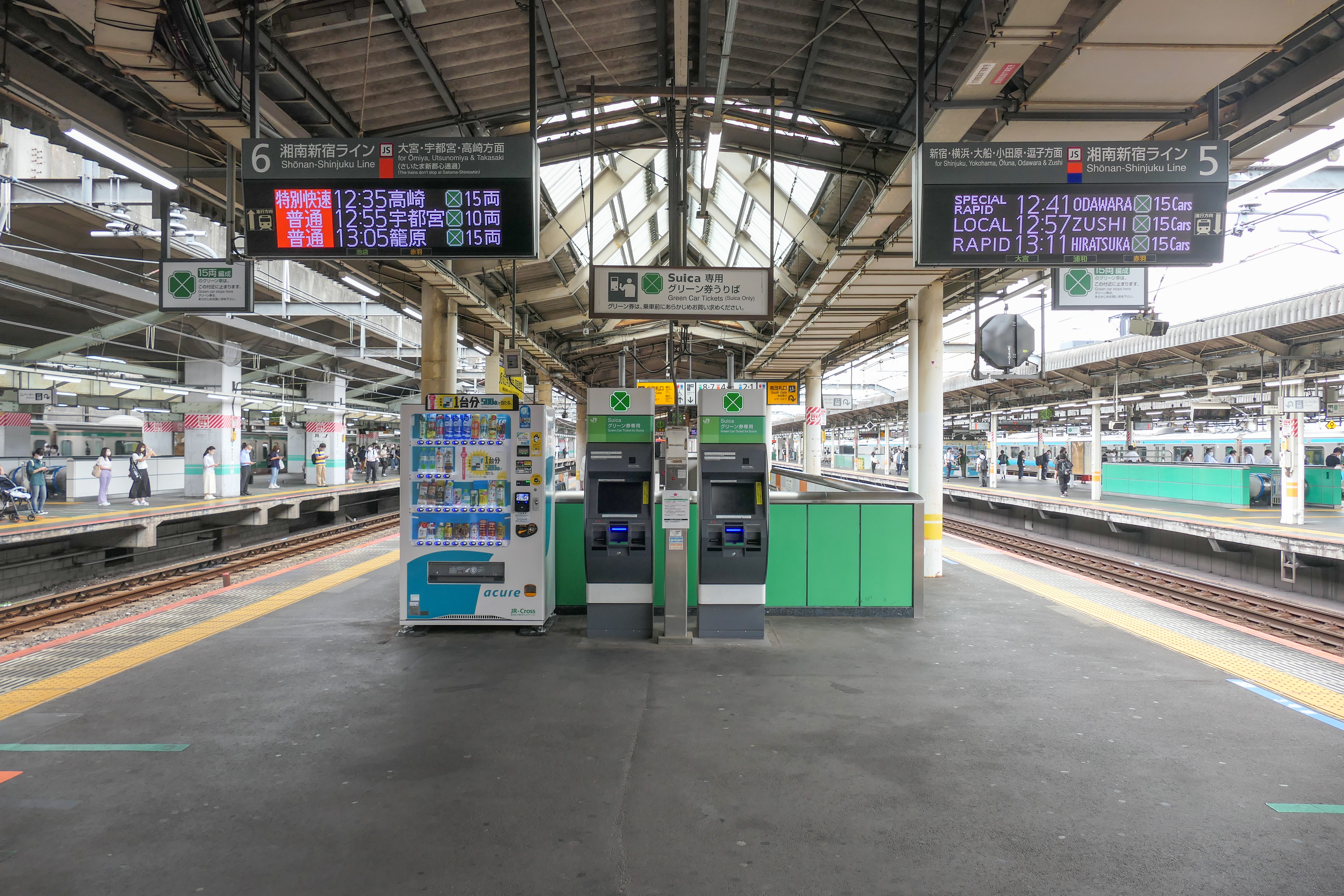
5・6番線ホーム（2022年9月）
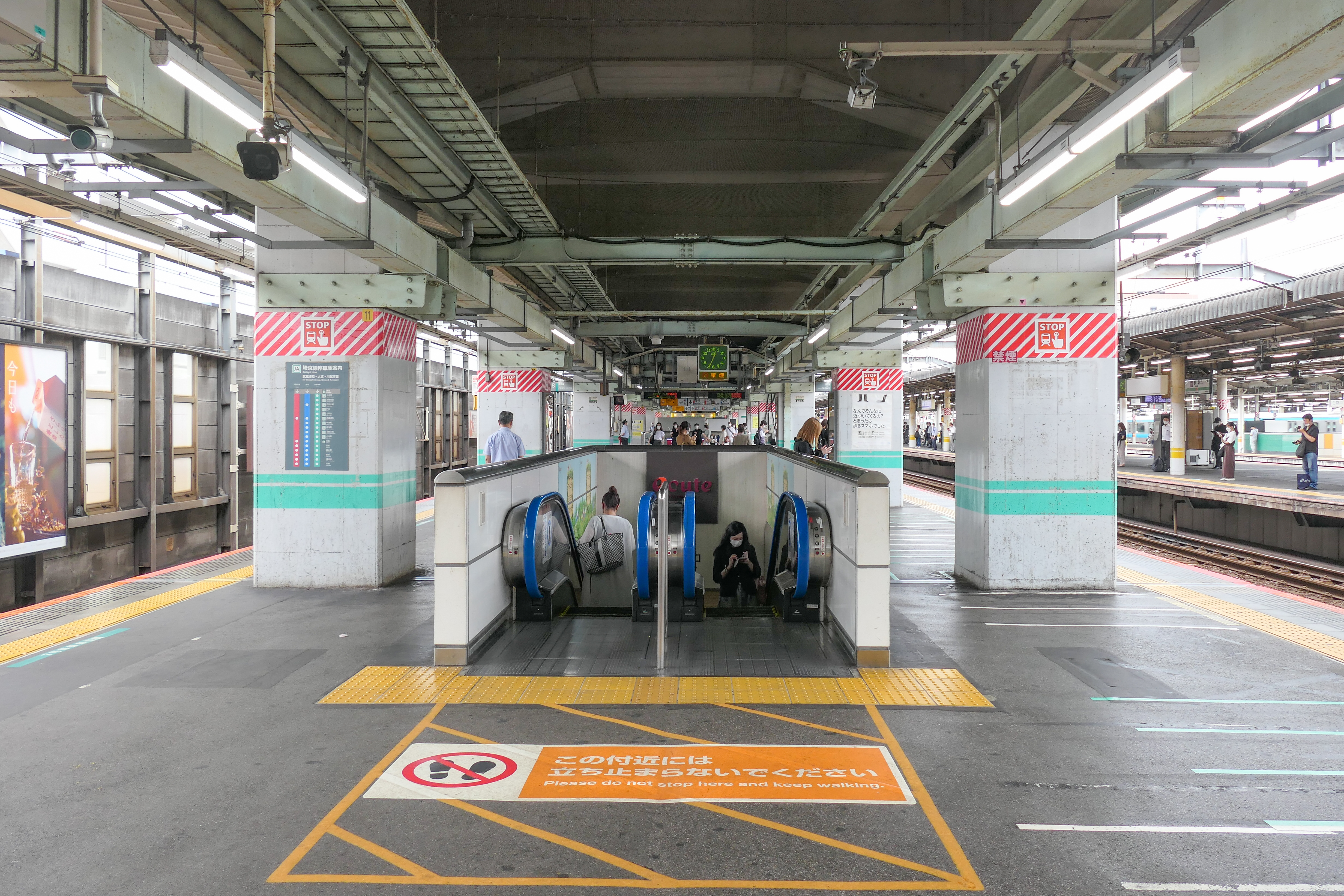
7・8番線ホーム（2022年9月）

### 発車メロディ
5・6番線では2018年（平成30年）11月16日から、当地出身のエレファントカシマシの楽曲を使用している。曲は5番線が『俺たちの明日』、6番線が『今宵の月のように』である。メロディはスイッチの制作で、編曲は福嶋尚哉が手掛けた。

### 設備

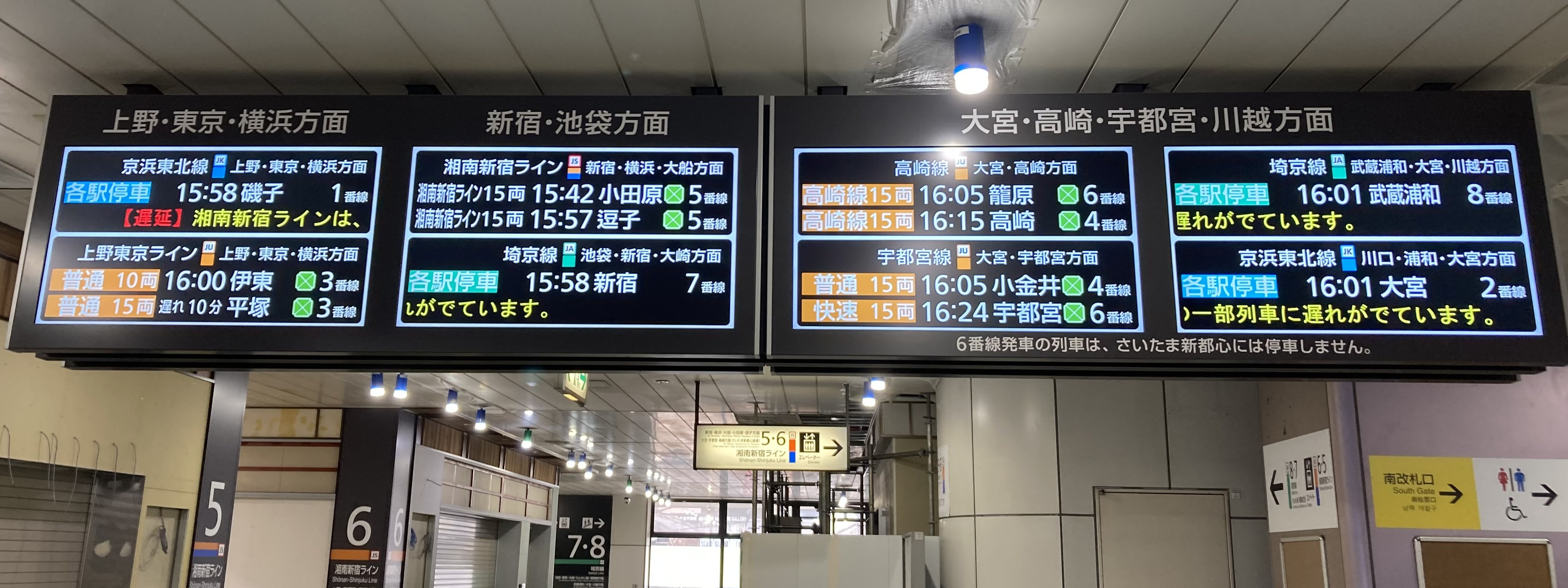
改札内コンコースに設置されているLCD発車標

2007年（平成19年）2月には、改札口・駅コンコース内にフルカラーLED式発車標が設置された。
駅舎は岩淵水門（通称・青水門）をイメージして造られている。
南側の改札内コンコースには、吉野家とJR東日本の外食グループ会社であるジェイアール東日本フードビジネス (JEFB) との業務提携によるJR駅構内2号店「駅の牛丼 吉野家 JEFB（ジェフビー）」があったが、2012年（平成24年）8月末で閉店した。
北側の改札内コンコースは、リニューアル工事が完了し、拡大し、後述のエキュート赤羽が開業した。

### エキュート赤羽
北改札内に2011年（平成23年）3月26日に開業したジェイアール東日本都市開発が開発・運営する改札内商業施設（他の多くのエキュートはJR東日本クロスステーションが運営している）。同年9月23日に南改札寄りの増設エリアの整備が完了し、北改札エリアにおいては全面開業した。多数のスイーツ・デリ系ショップを中核とし、コンビニエンスストア「NewDays」、カフェ「BECK'S COFFEE SHOP」、蕎麦店「そばいち」、書店「BOOK EXPRESS」などのほか、雑貨店・婦人衣料店などが出店している。後述の新エリア開業に伴い、北改札内エリアは「エキート赤羽きた」と改称された。
2024年（令和6年）7月29日には、南改札内に新エリアとして「エキュート赤羽みなみ」がオープンした。スーパーマーケットの「成城石井」やカフェ「スターバックスコーヒー」をはじめ、先行開業エリアを含め10店舗が出店している。

### ビーンズ赤羽

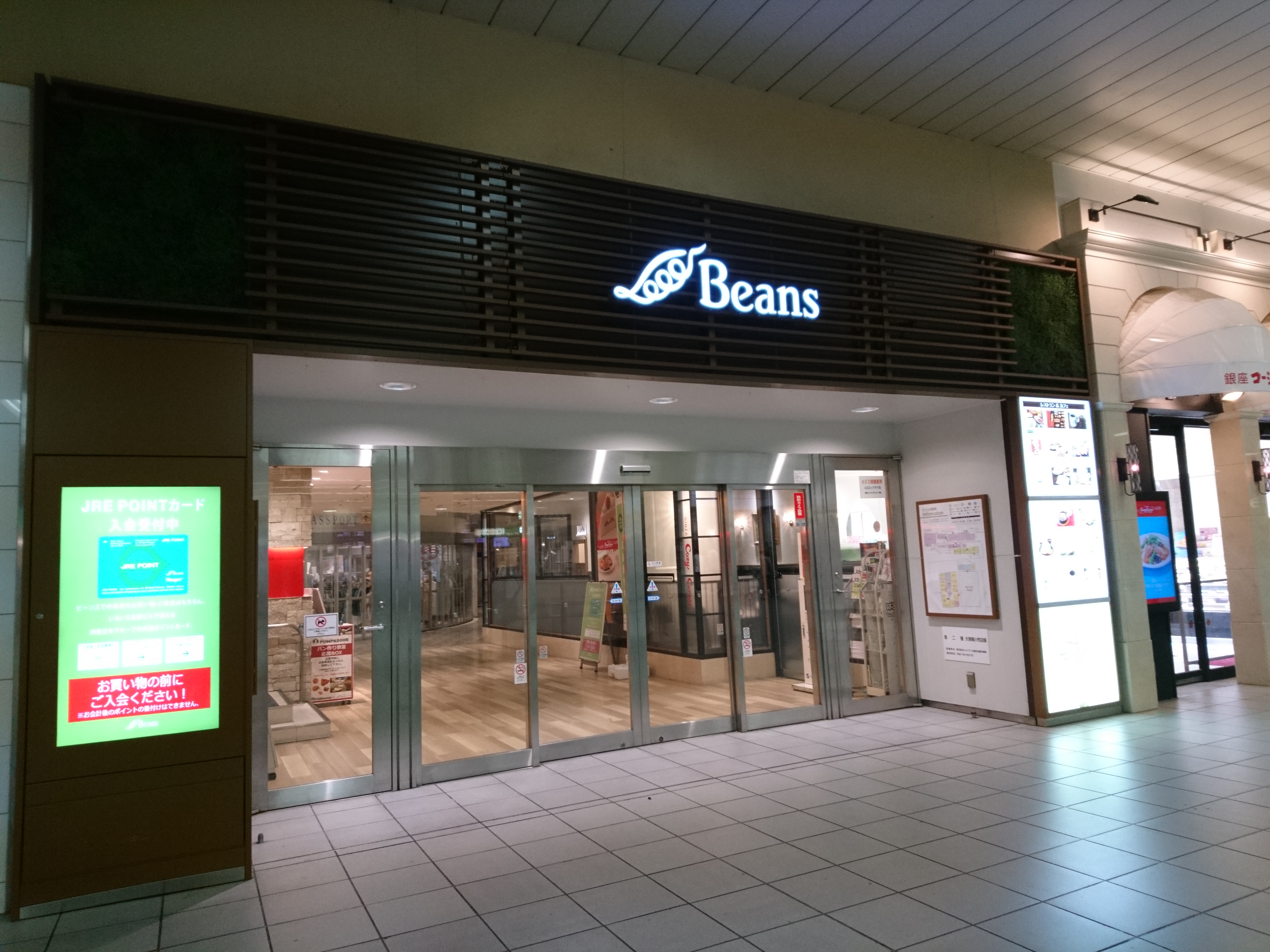
ビーンズ赤羽（2019年6月）

北改札の北側改札外からの高架下、途中東京都道460号中十条赤羽線ガード下を挟み、大宮方約350メートルにわたり設置されているショッピングセンターである。
飲食店や雑貨などの販売店をはじめ、ビバホームやスポーツオーソリティ、ユザワヤなどが出店している。駅ビルであるが、駐車場も備え、自家用車利用者も顧客として取り込んでいる（駅駐輪場も併設）。
元々は、北口改札前 - 都道460号ガード下までの間が「アルカード赤羽2」、ガード下から北側が「アルカード赤羽3 生活提案館」という名前であった。しかし、2010年（平成22年）に、南口改札外にあった「アルカード赤羽1」を「エキュート赤羽」の用地として転用するために閉鎖し、「1」が欠けた状態で残った北口改札外の「2」「3」が存在するという状態となっていた。その後、2014年（平成26年）11月13日に、「ビーンズ赤羽」として統合・リニューアルした。ジェイアール東日本都市開発が開発・運営している。

## 利用状況
2023年度（令和5年度）の1日平均乗車人員は91,642人である。JR東日本の駅では錦糸町駅に次いで第35位。他社線への乗換駅でない駅（JR東日本の路線しか通っていない駅）としては1位である。
当駅は、埼玉県川口市、蕨市、戸田市、さいたま市などや、それ以北の同県内の都市から東京都心部へ移動する際に経由する駅であり、また、山手線と併走する西側の埼京線・湘南新宿ライン（池袋・新宿・渋谷駅方面）と東側の京浜東北線・宇都宮線・高崎線（上野・東京・品川駅方面）への分岐点であることから、多くの乗り換え客が集中する。そのため、当駅ではエキュート赤羽開業とともに乗り換え経路を増加させ、乗り換え客の利便性向上を図った。川口市内からもバス等で来て利用する客が多い。特に西口は、国際興業バスのターミナルであり、各方面からのバス利用者が赤羽駅に集まる。
なお、1953年度（昭和28年度）以降の推移は以下のとおりである。

### 1日平均乗車人員（1953年度 - 2000年度）
| 1日平均乗車人員推移（1953年度 - 2000年度） | 1日平均乗車人員推移（1953年度 - 2000年度） | 1日平均乗車人員推移（1953年度 - 2000年度） | 1日平均乗車人員推移（1953年度 - 2000年度） | 1日平均乗車人員推移（1953年度 - 2000年度） |
| 年度                                       | 乗車人員                                   | 順位                                       | 出典                                       | 出典                                       |
| 年度                                       | 乗車人員                                   | 順位                                       | JR                                         | 東京都                                     |
| ------------------------------------------ | ------------------------------------------ | ------------------------------------------ | ------------------------------------------ | ------------------------------------------ |
| 1953年（昭和28年）                         | 46,593                                     |                                            |                                            | [ 都 1 ]                                   |
| 1954年（昭和29年）                         | 49,971                                     |                                            |                                            | [ 都 2 ]                                   |
| 1955年（昭和30年）                         | 52,532                                     |                                            |                                            | [ 都 3 ]                                   |
| 1956年（昭和31年）                         | 57,153                                     |                                            |                                            | [ 都 4 ]                                   |
| 1957年（昭和32年）                         | 61,687                                     |                                            |                                            | [ 都 5 ]                                   |
| 1958年（昭和33年）                         | 66,003                                     |                                            |                                            | [ 都 6 ]                                   |
| 1959年（昭和34年）                         | 73,455                                     |                                            |                                            | [ 都 7 ]                                   |
| 1960年（昭和35年）                         | 80,755                                     |                                            |                                            | [ 都 8 ]                                   |
| 1961年（昭和36年）                         | 86,929                                     |                                            |                                            | [ 都 9 ]                                   |
| 1962年（昭和37年）                         | 98,529                                     |                                            |                                            | [ 都 10 ]                                  |
| 1963年（昭和38年）                         | 107,911                                    |                                            |                                            | [ 都 11 ]                                  |
| 1964年（昭和39年）                         | 112,416                                    |                                            |                                            | [ 都 12 ]                                  |
| 1965年（昭和40年）                         | 114,935                                    |                                            |                                            | [ 都 13 ]                                  |
| 1966年（昭和41年）                         | 119,768                                    |                                            |                                            | [ 都 14 ]                                  |
| 1967年（昭和42年）                         | 123,764                                    |                                            |                                            | [ 都 15 ]                                  |
| 1968年（昭和43年）                         | 124,848                                    |                                            |                                            | [ 都 16 ]                                  |
| 1969年（昭和44年）                         | 116,474                                    |                                            |                                            | [ 都 17 ]                                  |
| 1970年（昭和45年）                         | 109,074                                    |                                            |                                            | [ 都 18 ]                                  |
| 1971年（昭和46年）                         | 107,560                                    |                                            |                                            | [ 都 19 ]                                  |
| 1972年（昭和47年）                         | 103,200                                    |                                            |                                            | [ 都 20 ]                                  |
| 1973年（昭和48年）                         | 104,474                                    |                                            |                                            | [ 都 21 ]                                  |
| 1974年（昭和49年）                         | 106,501                                    |                                            |                                            | [ 都 22 ]                                  |
| 1975年（昭和50年）                         | 95,134                                     |                                            |                                            | [ 都 23 ]                                  |
| 1976年（昭和51年）                         | 99,255                                     |                                            |                                            | [ 都 24 ]                                  |
| 1977年（昭和52年）                         | 96,044                                     |                                            |                                            | [ 都 25 ]                                  |
| 1978年（昭和53年）                         | 94,121                                     |                                            |                                            | [ 都 26 ]                                  |
| 1979年（昭和54年）                         | 92,079                                     |                                            |                                            | [ 都 27 ]                                  |
| 1980年（昭和55年）                         | 89,874                                     |                                            |                                            | [ 都 28 ]                                  |
| 1981年（昭和56年）                         | 89,222                                     |                                            |                                            | [ 都 29 ]                                  |
| 1982年（昭和57年）                         | 88,386                                     |                                            |                                            | [ 都 30 ]                                  |
| 1983年（昭和58年）                         | 87,497                                     |                                            |                                            | [ 都 31 ]                                  |
| 1984年（昭和59年）                         | 86,466                                     |                                            |                                            | [ 都 32 ]                                  |
| 1985年（昭和60年）                         | 85,940                                     |                                            |                                            | [ 都 33 ]                                  |
| 1986年（昭和61年）                         | 83,145                                     |                                            |                                            | [ 都 34 ]                                  |
| 1987年（昭和62年）                         | 83,276                                     |                                            |                                            | [ 都 35 ]                                  |
| 1988年（昭和63年）                         | 87,104                                     |                                            |                                            | [ 都 36 ]                                  |
| 1989年（平成元年）                         | 87,068                                     |                                            |                                            | [ 都 37 ]                                  |
| 1990年（平成02年）                         | 87,460                                     |                                            |                                            | [ 都 38 ]                                  |
| 1991年（平成03年）                         | 88,438                                     |                                            |                                            | [ 都 39 ]                                  |
| 1992年（平成04年）                         | 86,759                                     |                                            |                                            | [ 都 40 ]                                  |
| 1993年（平成05年）                         | 87,534                                     |                                            |                                            | [ 都 41 ]                                  |
| 1994年（平成06年）                         | 86,529                                     |                                            |                                            | [ 都 42 ]                                  |
| 1995年（平成07年）                         | 86,361                                     |                                            |                                            | [ 都 43 ]                                  |
| 1996年（平成08年）                         | 84,896                                     |                                            |                                            | [ 都 44 ]                                  |
| 1997年（平成09年）                         | 81,930                                     |                                            |                                            | [ 都 45 ]                                  |
| 1998年（平成10年）                         | 80,594                                     |                                            |                                            | [ 都 46 ]                                  |
| 1999年（平成11年）                         | 80,197                                     | 49位                                       | [ JR 2 ]                                   | [ 都 47 ]                                  |
| 2000年（平成12年）                         | 82,401                                     | 45位                                       | [ JR 3 ]                                   | [ 都 48 ]                                  |

### 1日平均乗車人員（2001年度以降）
| 1日平均乗車人員推移（2001年度以降） | 1日平均乗車人員推移（2001年度以降） | 1日平均乗車人員推移（2001年度以降） | 1日平均乗車人員推移（2001年度以降） | 1日平均乗車人員推移（2001年度以降） | 1日平均乗車人員推移（2001年度以降） | 1日平均乗車人員推移（2001年度以降） | 1日平均乗車人員推移（2001年度以降） |
| 年度                                | 乗車人員                            | 乗車人員                            | 乗車人員                            | 乗車人員                            | 乗車人員                            | 出典                                | 出典                                |
| 年度                                | 定期外                              | 定期                                | 合計                                | 前年度比                            | 順位                                | JR                                  | 東京都                              |
| ----------------------------------- | ----------------------------------- | ----------------------------------- | ----------------------------------- | ----------------------------------- | ----------------------------------- | ----------------------------------- | ----------------------------------- |
| 2001年（平成13年）                  |                                     |                                     | 82,141                              |                                     | 45位                                | [ JR 4 ]                            | [ 都 49 ]                           |
| 2002年（平成14年）                  |                                     |                                     | 83,585                              |                                     | 44位                                | [ JR 5 ]                            | [ 都 50 ]                           |
| 2003年（平成15年）                  |                                     |                                     | 85,083                              |                                     | 43位                                | [ JR 6 ]                            | [ 都 51 ]                           |
| 2004年（平成16年）                  |                                     |                                     | 85,238                              |                                     | 43位                                | [ JR 7 ]                            | [ 都 52 ]                           |
| 2005年（平成17年）                  |                                     |                                     | 86,459                              |                                     | 44位                                | [ JR 8 ]                            | [ 都 53 ]                           |
| 2006年（平成18年）                  |                                     |                                     | 87,339                              |                                     | 43位                                | [ JR 9 ]                            | [ 都 54 ]                           |
| 2007年（平成19年）                  |                                     |                                     | 88,632                              |                                     | 45位                                | [ JR 10 ]                           | [ 都 55 ]                           |
| 2008年（平成20年）                  |                                     |                                     | 88,351                              |                                     | 46位                                | [ JR 11 ]                           | [ 都 56 ]                           |
| 2009年（平成21年）                  |                                     |                                     | 88,085                              |                                     | 46位                                | [ JR 12 ]                           | [ 都 57 ]                           |
| 2010年（平成22年）                  |                                     |                                     | 86,869                              |                                     | 47位                                | [ JR 13 ]                           | [ 都 58 ]                           |
| 2011年（平成23年）                  |                                     |                                     | 87,346                              |                                     | 47位                                | [ JR 14 ]                           | [ 都 59 ]                           |
| 2012年（平成24年）                  | 36,806                              | 51,333                              | 88,140                              |                                     | 47位                                | [ JR 15 ]                           | [ 都 60 ]                           |
| 2013年（平成25年）                  | 37,433                              | 52,308                              | 89,742                              |                                     | 47位                                | [ JR 16 ]                           | [ 都 61 ]                           |
| 2014年（平成26年）                  | 37,627                              | 51,862                              | 89,489                              |                                     | 47位                                | [ JR 17 ]                           | [ 都 62 ]                           |
| 2015年（平成27年）                  | 39,300                              | 52,846                              | 92,146                              |                                     | 47位                                | [ JR 18 ]                           | [ 都 63 ]                           |
| 2016年（平成28年）                  | 40,036                              | 53,498                              | 93,534                              | 1.5%                                | 47位                                | [ JR 19 ]                           | [ 都 64 ]                           |
| 2017年（平成29年）                  | 41,191                              | 54,660                              | 95,851                              | 2.5%                                | 46位                                | [ JR 20 ]                           | [ 都 65 ]                           |
| 2018年（平成30年）                  | 41,667                              | 55,582                              | 97,249                              | 1.5%                                | 45位                                | [ JR 21 ]                           | [ 都 66 ]                           |
| 2019年（令和元年）                  | 41,570                              | 56,799                              | 98,370                              | 1.2%                                | 45位                                | [ JR 22 ]                           | [ 都 67 ]                           |
| 2020年（令和02年）                  | 28,265                              | 45,577                              | 73,842                              | −24.9%                              | 38位                                | [ JR 23 ]                           | [ 都 68 ]                           |
| 2021年（令和03年）                  | 32,472                              | 45,849                              | 78,321                              | 6.1%                                | 36位                                | [ JR 24 ]                           | [ 都 69 ]                           |
| 2022年（令和04年）                  | 38,547                              | 47,970                              | 86,518                              | 10.5%                               | 35位                                | [ JR 25 ]                           | [ 都 70 ]                           |
| 2023年（令和05年）                  | 41,746                              | 49,896                              | 91,642                              | 105.9%                              | 35位                                | [ JR 1 ]                            |                                     |

## 駅周辺
当駅は旧赤羽村域に建設されたため、駅名は「赤羽駅」とされたが、当駅の北部は宿場町として有名であった旧岩淵宿であり、旧岩淵宿が旧赤羽村などと合併した際の町名は旧岩淵町とされていた。しかし、当駅周辺は次第に経済的に発展するようになり、かつ知名度から見ても、駅名となった「赤羽」という地名は「岩淵」よりも有名になった。そのため、第二次世界大戦後の住居表示実施時には、岩淵という地名を完全に消滅させ、全て赤羽に改称する計画が生じたが、地域の住民運動により一部が岩淵町のまま存続することとなり、かつ埼玉高速鉄道と東京地下鉄（東京メトロ）南北線の駅名は赤羽岩淵駅とされている。しかし、旧岩淵宿域は完全に赤羽の経済圏ならびに生活圏になっている模様である。
当駅周辺は主に北区の商業の中心となっている。東北本線の線路が地上にあった頃は、駅の前後に「開かずの踏切」が点在し、東西の街は鉄道によって事実上分断されていたが、高架化の完成によってこれが解消され、高架下にも商業施設が多数入居し、東口・西口側双方から利用できる。
平成30年度『駅前放置自転車等の現況と対策』によれば、赤羽駅周辺の放置自転車数は平成30年度において都内ワースト1位である。

### 北改札口・東口
南口（東側）含む
古くからの商業地が広がっている。複数の商店街が周辺に点在するほか、パチンコ店や居酒屋も多く、南側には歓楽街も広がっている。戦後の早い時期に行われた区画整理により、南北に走る北本通りを中心とした比較的整備された街並みとなっている。
地下鉄南北線・埼玉高速鉄道線の赤羽岩淵駅との間は、東口より赤羽東本通りを通じて徒歩10分程度離れている。そのため、埼玉高速鉄道線開業の際にも国際興業バスは同線とほぼ並行して走る赤羽駅東口 - 鳩ヶ谷公団住宅・川口市立医療センター線を廃止していない。なお、当駅を通る列車の運行に支障が生じた際の振替輸送では、赤羽岩淵駅を利用するように指示が出されることがある。
- JR東日本ホテルメッツ赤羽 - 駅ナカシェアオフィス「STATION WORK」が利用可能（事前予約制）[報道 10]
- ダイワロイネットホテル東京赤羽 - 2021年3月12日より、駅ナカシェアオフィス「STATION WORK」が利用可能（事前予約制）[17][報道 11]
- 東横INN赤羽駅東口
- 東横INN赤羽駅東口一番街
- PALTAC東京支社（カルビー旧本社→吉野家ホールディングス旧本社）
- 赤羽公園
- 北区役所 赤羽区民事務所
- 赤羽会館
- 赤羽郵便局
  - ゆうちょ銀行 赤羽店
- 東京消防庁 赤羽消防署
- 赤羽一番街商店街
- 赤羽スズラン通り商店街（LaLaガーデン）
  - ダイエー赤羽店（1969年〈昭和44年〉12月5日開店[18]）
- 赤羽岩渕病院
- 赤羽病院
- 赤羽中央総合病院
- 赤羽東口病院
- 博慈会記念総合病院（路線バス利用）
- 都市農業公園（路線バス利用）
- 荒川
- 岩淵水門
- 新河岸川・隅田川
- 成立学園中学・高等学校
- BOOK-OFF赤羽駅東口店
- 国道122号（北本通り）

### 北改札口・西口
南口（西側）含む
1980年代から1990年代にかけての再開発（パルロード赤羽を参照）によって、駅前には大型スーパーやマンションが建ち並んでいる。そこを通り抜けると周囲は住宅地となっており、周辺が丘陵地帯であることもあって、大きな道路や商業施設は存在しない。北側一帯の丘陵地には赤羽台団地が広がっており、その下を駅前からの道路が赤羽台トンネルで貫通し、北赤羽駅方面と連絡している。
- パルロード1（アピレ）
- パルロード2（ビビオ）
- パルロード3（イトーヨーカドー 赤羽店）
- 赤羽駅前郵便局
- 星美学園短期大学・高等学校・中学校・小学校
- 東洋大学赤羽台キャンパス - 旧北区立赤羽台中学校跡を京北中学校・高等学校・京北学園白山高等学校の仮校舎として使用の後に建て替え。
- 東京北医療センター（路線バスも利用可能）
- 国立西が丘サッカー場
- 国立スポーツ科学センター
- 国際興業バス赤羽営業所
- 稲付城跡

## バス路線
東口と西口にバスターミナルがあり、国際興業バス、関東バス、都営バス及び北区コミュニティバス「Kバス」の路線が発着する。2015年（平成27年）4月1日から運行されている羽田空港行きの空港連絡バスと、2021年（令和3年）10月23日から運行の三井アウトレットパーク 木更津行きの高速バスが東口9番のりばに発着するようになった。

### 赤羽駅東口
1 - 4番のりばは東口駅前ロータリー内に、それ以外ののりばは駅東口からそれぞれ徒歩3 - 5分ほどの少々離れた場所にある。
| のりば | 運行事業者                | 系統・行先                                                                                                   | 備考 |
| ------ | ------------------------- | --- | --- |
| 1      | 国際興業バス              | - 赤21：鳩ヶ谷公団住宅 - 赤23：西新井駅 - 赤23-3：西新井大師西駅                                             | - 「赤21」は深夜バスのみ発着（深夜バス以外は6番のりば発着） - 「赤23-3」は深夜バスの運行あり                                                       |
| 2      | 国際興業バス              | - 赤13：東川口駅北口 - 赤26：舎人団地                                                                        | 「赤13」は深夜バス |
| 3      | 国際興業バス              | - 赤12：東浦和駅 - 赤27：西新井駅 - 赤27-3：江北陸橋下                                                       | - 「赤12」は深夜バス - 「赤27-3」は土休日のみ運行                                                                                                  |
| 4      | 国際興業バス              | - 赤11：南浦和駅西口 - 赤25：ハートアイランド循環 - 赤25-2：ハートアイランド東                               | 「赤11」は深夜バス |
| 5・9   | - 国際興業バス - 関東バス | 赤31：高円寺駅北口                                                                                           | |
| 6・8   | 国際興業バス              | - 赤20：川口市立医療センター - 赤21：鳩ヶ谷公団住宅 - ミッドナイトアロー南浦和・東浦和：東浦和駅（降車のみ） | - 「赤20」は日中のみ運行 - 「赤21」の深夜バスは1番線から発着 - 「ミッドナイトアロー西浦和・東浦和」の1時10分発のバスは乗車可能。その他は降車のみ。 |
| 8      | 岩手県交通                | イーハトーブ号：紫波中央駅                                                                                   | 夜行バス |
| 9      | 東京バス                  | 空港連絡バス：羽田空港                                                                                       | 国際興業バス・京浜急行バスは運休中 |
| －     | 都営バス                  | 王57：豊島五丁目団地                                                                                         | |

### 赤羽駅
JRガード下にあるのりばから発着する。
| のりば | 運行事業者     | 系統・行先                 | 備考  |
| ------ | -------------- | -------------------------- | ----- |
| -      | 日立自動車交通 | 浮間ルート：浮間舟渡駅方面 | Kバス |

### 赤羽駅西口
| のりば           | 運行事業者     | 系統・行先                                                                                      | 備考                       |
| ---------------- | -------------- | ----------------------------------------------------------------------------------------------- | -------------------------- |
| 1                | 国際興業バス   | - 赤56：高島平操車場 - 赤56-3：中台三丁目                                                       |                            |
| 2                | 国際興業バス   | - 赤54・赤54-1：桐ヶ丘循環 - 赤54-2：桐ケ丘高校・体育館循環 - 赤73：西高島平駅 - 赤96：赤羽車庫 | 「赤73」は深夜バス         |
| 3                | 国際興業バス   | - 赤53：ときわ台駅 - 赤71：浮間舟渡駅 - 赤72：戸田公園駅                                        | 「赤71」「赤72」は深夜バス |
| 4                | 国際興業バス   | - 赤51：池袋駅東口 - 赤57：日大病院 - 赤57-2：大和町                                            | 「赤57-2」は夜間のみ運行   |
| 5                | 国際興業バス   | 赤80-2：赤羽車庫                                                                                |                            |
| 6                | 国際興業バス   | 赤50・赤50H：王子駅                                                                             |                            |
| 7                | 国際興業バス   | - 赤02：成増駅北口 - 赤83：志村三丁目駅 - 赤84：大東文化大学                                    |                            |
| 8                | 国際興業バス   | - 赤01：練馬駅 - 赤85：平和台駅                                                                 |                            |
| 9 （坂下のりば） | 日立自動車交通 | 浮間ルート：浮間舟渡駅方面                                                                      | Kバス                      |

その他
- 深夜バス1時10分発は始発停留所となる赤羽駅西口のみ乗車可能である。その他は降車専用である。
- 90年代前半までは「赤02」を除く西口を発着する全ての系統が坂下乗り場からの発着であった（当時の「赤02」は東口発着）。

## エキュート赤羽設置の経過（赤羽駅リニューアル計画）

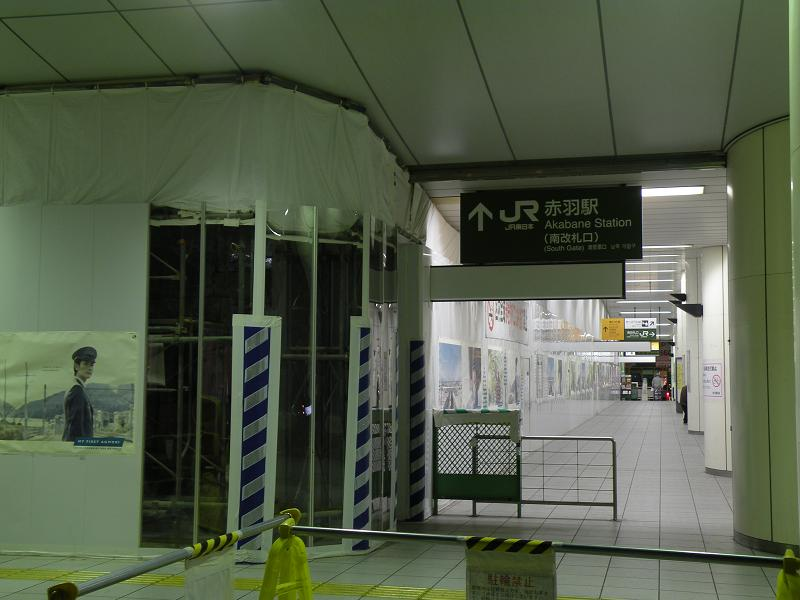
工事中の「アルカード赤羽1」跡地。案内表示板は仮設のもの。

JR東日本では、2011年（平成23年）1月19日に「赤羽駅リニューアル計画」を発表した。リニューアルはすべて北改札内であり、内容は以下のとおり。
- 駅部中央に乗り換え用の新コンコースを整備し、利便性を向上させる。さらに新コンコース内に各ホームとを連絡するエスカレーターを設置する。
- 床・天井のリニューアルおよび案内サインを再配置し、分かりやすくする。
- 改札内商業施設「エキュート赤羽」（開発・運営：ジェイアール東日本都市開発）を開業し、便利で快適に利用できるようにする。

なお、この北改札内のリニューアルのため、発表以前より工事が始まっており、南改札に面した改札外商業施設「アルカード赤羽1」は2010年（平成22年）9月までに閉鎖された。アルカード赤羽1は建物の構造・位置関係上北改札内にあった従来の店舗と壁一つ隔てて隣接しており、新コンコースとエキュートはアルカード赤羽1の用地を転用する。また、北改札内にあった従来の店舗も同年末までに全店閉店したほか、ホーム上の一部店舗も閉鎖・撤去となった。
工事は2期に分けて実施され、2011年（平成23年）3月に北改札内のリニューアルとエキュート赤羽の一部先行オープンが、同年9月に乗り換えコンコースの整備・エスカレーターの設置が行われたほか、エキュート赤羽が全面オープンした。これにより、駅部中央部分が改札内扱いになるとともに、改札内店舗の面積は大幅に拡張された。

## 隣の駅
東日本旅客鉄道（JR東日本）
  宇都宮線（東北本線）・高崎線・上野東京ライン
- 特急「草津・四万」「あかぎ」停車駅
- 臨時特急「水上」停車駅

■快速「ラビット」「アーバン」
上野駅 (JU 02) → 赤羽駅 (JU 04) → 浦和駅 (JU 05)
■普通
尾久駅 (JU 03) - 赤羽駅 (JU 04) - 浦和駅 (JU 05)
 湘南新宿ライン
■特別快速・■快速・■普通
池袋駅 (JS 21) - 赤羽駅 (JS 22) - 浦和駅 (JS 23)
 京浜東北線
■快速・■各駅停車
川口駅 (JK 39) - 赤羽駅 (JK 38) - 東十条駅 (JK 37)
 埼京線
■通勤快速
十条駅 (JA 14) - 赤羽駅 (JA 15) - 武蔵浦和駅 (JA 21)
■快速
十条駅 (JA 14) - 赤羽駅 (JA 15) - 戸田公園駅 (JA 18)
■各駅停車
十条駅 (JA 14) - 赤羽駅 (JA 15) - 北赤羽駅 (JA 16)

### 記事本文